# Danh sách cầu thủ tham dự Giải vô địch bóng đá nữ Đông Nam Á 2016
Dưới đây là danh sách cầu thủ của các đội bóng tham dự Giải vô địch bóng đá nữ Đông Nam Á 2016 tổ chức tại Myanmar.

## Bảng A

### Philippines
Huấn luyện viên trưởng: Buda Bautista
| 0#0 | Vị trí | Cầu thủ                | Ngày sinh và tuổi           | Câu lạc bộ                   |
| --- | ------ | ---------------------- | --------------------------- | ---------------------------- |
| 1   | TM     | Inna Palacios          | 8 tháng 2, 1994 (22 tuổi)   | De La Salle Lady Booters     |
| 2   | HV     | Claire Lim             | 24 tháng 10, 1996 (19 tuổi) | UC Santa Cruz Banana Slugs   |
| 3   | TV     | Krystal de Ramos       | 16 tháng 3, 1997 (19 tuổi)  | Portland State Vikings       |
| 4   | TĐ     | Heather Cooke          | 25 tháng 12, 1988 (27 tuổi) | Tự do                        |
| 5   | HV     | Hali Long              | 21 tháng 1, 1995 (21 tuổi)  | Arkansas–Little Rock Trojans |
| 6   | TĐ     | Christina de los Reyes | 28 tháng 2, 1994 (22 tuổi)  | UP Lady Booters              |
| 8   | TV     | Shelby Salvacion       | 6 tháng 2, 1992 (24 tuổi)   | Tự do                        |
| 9   | TV     | Irish Navaja           | 12 tháng 5, 1997 (19 tuổi)  | De La Salle Lady Booters     |
| 10  | TĐ     | Caitlyn Kreutz         | 28 tháng 1, 1997 (19 tuổi)  | Cal Poly Mustangs            |
| 14  | TV     | Sara Castañeda         | 5 tháng 12, 1996 (19 tuổi)  | De La Salle Lady Booters     |
| 16  | HV     | Monica Manalansan      | 29 tháng 6, 1993 (23 tuổi)  | UP Lady Booters              |
| 17  | HV     | Natasha Alquiros       | 17 tháng 1, 1991 (25 tuổi)  | Green Archers United         |
| 18  | TV     | Camille Wilson         | 12 tháng 2, 1995 (21 tuổi)  | San Francisco Dons           |
| 20  | HV     | Alesa Dolino           | 26 tháng 10, 1992 (23 tuổi) | FEU Lady Tamaraws            |
| 21  | TV     | Sidra Bugsch           | 12 tháng 4, 1999 (17 tuổi)  | Davis Legacy                 |
| 22  | TM     | Patricia Dull          | 17 tháng 10, 1997 (18 tuổi) | Chicago Maroons              |
| 23  | HV     | Patricia Tomanon       | 10 tháng 4, 1994 (22 tuổi)  | FIU Panthers                 |
| 26  | TV     | Hanna Parado           | 30 tháng 1, 1996 (20 tuổi)  | North Florida Ospreys        |
| 28  | HV     | Mary Duran             | 28 tháng 3, 1997 (19 tuổi)  | Franciscan Barons            |

### Singapore
Huấn luyện viên trưởng: Chen Caiying
| 1  | TM | Noor Kusumawati bte Mohammad Rosman | 29 tháng 9, 1990 (25 tuổi)  | Warriors FC          |  |  |
| 22 | TM | Beatrice Tan Li Bin                 | 29 tháng 6, 1992 (24 tuổi)  | H2O Dream Team       |  |  |
| 25 | TM | Pamela Kong Zi En                   | 5 tháng 8, 1991 (24 tuổi)   | Arion FA             |  |  |
|    |    |                                     |                             |                      |  |  |
| 2  | HV | Deborah Chin Ngeet Ling             | 21 tháng 4, 1988 (28 tuổi)  | Woodlands Wellington |  |  |
| 5  | HV | Hamizah binte Abdul Talib           | 2 tháng 6, 1990 (26 tuổi)   | Police SA            |  |  |
| 13 | HV | Siti Rosnani bte Azman              | 22 tháng 5, 1997 (19 tuổi)  | Police SA            |  |  |
| 16 | HV | Cheryl Chan Yin Leng                | 30 tháng 3, 1994 (22 tuổi)  | Warriors FC          |  |  |
| 21 | HV | Lee Lai Kuan                        | 30 tháng 5, 1994 (22 tuổi)  | Warriors FC          |  |  |
| 27 | HV | Nur Izyani bte Noorghani            | 2 tháng 10, 1987 (28 tuổi)  | Warriors FC          |  |  |
| 29 | HV | Darvina Halini bte Deniyal          | 25 tháng 5, 1987 (29 tuổi)  | Police SA            |  |  |
|    |    |                                     |                             |                      |  |  |
| 7  | TV | Lim Li Xian                         | 24 tháng 11, 1996 (19 tuổi) | Warriors FC          |  |  |
| 8  | TV | Sitianiwati binte Rosielin          | 26 tháng 5, 1997 (19 tuổi)  | Warriors FC          |  |  |
| 9  | TV | Chris Yip-Au Hew Seem               | 5 tháng 4, 1992 (24 tuổi)   | Arion FA             |  |  |
| 11 | TV | Noor Fatin Afiqah bte Noor Aziz     | 6 tháng 3, 1994 (22 tuổi)   | Police SA            |  |  |
| 12 | TV | Ho Hui Xin                          | 23 tháng 4, 1992 (24 tuổi)  | Woodlands Wellington |  |  |
| 14 | TV | Suria Priya d/o Vaatharaja          | 27 tháng 5, 1991 (25 tuổi)  | H2O Dream Team       |  |  |
| 15 | TV | Ernie Sulastri bte Sontaril         | 24 tháng 11, 1988 (27 tuổi) | Police SA            |  |  |
| 17 | TV | Nur Azima binte Ahmad               | 1 tháng 8, 1993 (22 tuổi)   | Warriors FC          |  |  |
| 18 | TV | Joey Cheng Yu Ying                  | 6 tháng 11, 1993 (22 tuổi)  | Warriors FC          |  |  |
| 20 | TV | Angeline Chua Kai Yi                | 7 tháng 11, 1988 (27 tuổi)  | Woodlands Wellington |  |  |
|    |    |                                     |                             |                      |  |  |
| 3  | TĐ | Angelyn Pang Yen Ping               | 13 tháng 4, 1991 (25 tuổi)  | Woodlands Wellington |  |  |
| 10 | TĐ | Priscilla Tan Hui Yee               | 27 tháng 12, 1993 (22 tuổi) | Woodlands Wellington |  |  |
| 19 | TĐ | Nur Azureen bte Abdul Rahman        | 20 tháng 9, 1991 (24 tuổi)  | Police SA            |  |  |

### Thái Lan
Huấn luyện viên trưởng:  Spencer Prior
| Số | VT | Cầu thủ               | Ngày sinh (tuổi)            | Trận | Bàn | Câu lạc bộ                   |
| -- | -- | --------------------- | --------------------------- | ---- | --- | ---------------------------- |
| 1  | TM | Waraporn Boonsing     | 16 tháng 2, 1990 (26 tuổi)  | 84   | 0   | BG–College of Asian Scholars |
| 18 | TM | Yada Sengyong         | 10 tháng 9, 1993 (22 tuổi)  | 3    | 0   | Cao đẳng Bắc Băng Cốc        |
| 22 | TM | Nutruja Mutnawech     | 21 tháng 8, 1996 (19 tuổi)  | 0    | 0   | Khonkaen                     |
|    |    |                       |                             |      |     |                              |
| 2  | HV | Kanjanaporn Saengkoon | 18 tháng 7, 1996 (20 tuổi)  | 1    | 0   | Khonkaen                     |
| 3  | HV | Natthakarn Chinwong   | 15 tháng 3, 1992 (24 tuổi)  | 8    | 0   | BG–College of Asian Scholars |
| 4  | HV | Duangnapa Sritala (c) | 4 tháng 2, 1986 (30 tuổi)   | 22   | 2   | Băng Cốc                     |
| 5  | HV | Ainon Phancha         | 27 tháng 1, 1992 (24 tuổi)  | 7    | 3   | Chonburi Sriprathum          |
| 9  | HV | Warunee Phetwiset     | 13 tháng 12, 1990 (25 tuổi) | 41   | 0   | Chonburi Sriprathum          |
| 10 | HV | Sunisa Srangthaisong  | 6 tháng 5, 1988 (28 tuổi)   | 24   | 2   | BG–College of Asian Scholars |
| 16 | HV | Khwanruedi Saengchan  | 10 tháng 9, 1993 (22 tuổi)  | 20   | 0   | BG–College of Asian Scholars |
|    |    |                       |                             |      |     |                              |
| 6  | TV | Pikul Khueanpet       | 20 tháng 9, 1988 (27 tuổi)  | 41   | 0   | Khonkaen                     |
| 7  | TV | Silawan Intamee       | 22 tháng 1, 1994 (22 tuổi)  | 11   | 0   | Chonburi Sriprathum          |
| 8  | TV | Naphat Seesraum       | 11 tháng 5, 1987 (29 tuổi)  | 83   | 20  | BG–College of Asian Scholars |
| 12 | TV | Rattikan Thongsombut  | 7 tháng 7, 1991 (25 tuổi)   | 18   | 3   | BG–College of Asian Scholars |
| 15 | TV | Nipawan Punyosuk      | 15 tháng 3, 1995 (21 tuổi)  | 0    | 0   | Tự do                        |
| 17 | TV | Anootsara Maijarern   | 14 tháng 2, 1986 (30 tuổi)  | 80   | 21  | Không quân Trung ương        |
| 21 | TV | Kanjana Sungngoen     | 21 tháng 9, 1986 (29 tuổi)  | 44   | 30  | Băng Cốc                     |
|    |    |                       |                             |      |     |                              |
| 11 | TĐ | Alisa Rukpinij        | 2 tháng 2, 1995 (21 tuổi)   | 3    | 0   | Chonburi Sriprathum          |
| 13 | TĐ | Orathai Srimanee      | 12 tháng 6, 1988 (28 tuổi)  | 8    | 2   | Khonkaen                     |
| 14 | TĐ | Thanatta Chawong      | 19 tháng 6, 1989 (27 tuổi)  | 66   | 23  | Östersunds DFF               |
| 19 | TĐ | Taneekarn Dangda      | 15 tháng 12, 1992 (23 tuổi) | 16   | 9   | Östersunds DFF               |
| 20 | TĐ | Pitsamai Sornsai      | 19 tháng 1, 1989 (27 tuổi)  |      |     | Tự do                        |
| 23 | TĐ | Nisa Romyen           | 18 tháng 1, 1990 (26 tuổi)  | 47   | 32  | Cao đẳng Bắc Băng Cốc        |

### Việt Nam
Huấn luyện viên trưởng: Mai Đức Chung
| 0#0 | Vị trí | Cầu thủ                | Ngày sinh và tuổi           | Câu lạc bộ          |
| --- | ------ | ---------------------- | --------------------------- | ------------------- |
| 1   | TM     | Đặng Thị Kiều Trinh    | 19 tháng 12, 1985 (30 tuổi) | TTTDTT Quận 1 TPHCM |
| 2   | HV     | Nguyễn Thị Xuyến       | 6 tháng 9, 1987 (28 tuổi)   | Hà Nội              |
| 3   | HV     | Chương Thị Kiều        | 19 tháng 8, 1995 (20 tuổi)  | TTTDTT Quận 1 TPHCM |
| 4   | HV     | Vũ Thị Thúy            | 8 tháng 8, 1994 (21 tuổi)   | Hà Nam              |
| 5   | HV     | Bùi Thị Như            | 16 tháng 6, 1990 (26 tuổi)  | Hà Nam              |
| 6   | HV     | Bùi Thúy An            | 5 tháng 10, 1990 (25 tuổi)  | Hà Nội              |
| 7   | TV     | Nguyễn Thị Tuyết Dung  | 13 tháng 12, 1993 (22 tuổi) | Hà Nam              |
| 8   | TV     | Nguyễn Thị Liễu        | 18 tháng 9, 1992 (23 tuổi)  | Hà Nam              |
| 9   | TV     | Trần Thị Thùy Trang    | 8 tháng 8, 1988 (27 tuổi)   | TTTDTT Quận 1 TPHCM |
| 10  | TV     | Nguyễn Thị Hòa         | 27 tháng 7, 1990 (25 tuổi)  | Hà Nội              |
| 11  | TĐ     | Nguyễn Thị Nguyệt      | 5 tháng 11, 1992 (23 tuổi)  | Hà Nam              |
| 12  | TV     | Phạm Hải Yến           | 9 tháng 11, 1994 (21 tuổi)  | Hà Nội              |
| 13  | TV     | Nguyễn Thị Muôn        | 7 tháng 10, 1988 (27 tuổi)  | Hà Nội              |
| 14  | TM     | Lại Thị Tuyết          | 27 tháng 4, 1993 (23 tuổi)  | Hà Nam              |
| 15  | HV     | Trần Thị Phương Thảo   | 15 tháng 1, 1993 (23 tuổi)  | TTTDTT Quận 1 TPHCM |
| 16  | TV     | Nguyễn Thị Bích Thùy   | 1 tháng 5, 1994 (22 tuổi)   | TTTDTT Quận 1 TPHCM |
| 17  | HV     | Nguyễn Hải Hòa         | 22 tháng 12, 1989 (26 tuổi) | Thái Nguyên         |
| 18  | TV     | Nguyễn Thị Minh Nguyệt | 16 tháng 11, 1986 (29 tuổi) | Hà Nội              |
| 19  | TĐ     | Huỳnh Như              | 28 tháng 11, 1991 (24 tuổi) | TTTDTT Quận 1 TPHCM |
| 20  | TM     | Khổng Thị Hằng         | 10 tháng 10, 1993 (22 tuổi) | Than KSVN           |
| 21  | HV     | Vũ Thị Nhung           | 9 tháng 7, 1992 (24 tuổi)   | Hà Nội              |
| 22  | HV     | Trần Thị Hồng Nhung    | 28 tháng 10, 1992 (23 tuổi) | Hà Nam              |
| 23  | HV     | Trần Mai Tuyền         | 28 tháng 2, 1991 (25 tuổi)  | Thái Nguyên         |

## Bảng B

### U-20 Úc
Huấn luyện viên trưởng: Craig Deans
| Số | VT | Cầu thủ          | Ngày sinh (tuổi)            | Trận | Bàn | Câu lạc bộ               |
| -- | -- | ---------------- | --------------------------- | ---- | --- | ------------------------ |
| 1  | TM | Jada Mathyssen   | 24 tháng 11, 1999 (16 tuổi) | 1    | 0   | Western Sydney Wanderers |
| 2  | HV | Olivia Ellis     | 19 tháng 3, 1999 (17 tuổi)  | 0    | 0   | Melbourne City           |
| 3  | HV | Brooke Miller    | 4 tháng 5, 1998 (18 tuổi)   | 2    | 0   | Newcastle Jets           |
| 4  | HV | Clare Hunt       | 12 tháng 3, 1999 (17 tuổi)  | 0    | 0   | Canberra United          |
| 5  | TV | Ally Green       | 17 tháng 8, 1998 (17 tuổi)  | 0    | 0   | Manly United             |
| 6  | TV | Hannah Bacon     | 6 tháng 3, 1998 (18 tuổi)   | 1    | 0   | Sydney FC                |
| 7  | TĐ | Princess Ibini   | 31 tháng 1, 2000 (16 tuổi)  | 11   | 4   | Sydney FC                |
| 8  | HV | Clare Wheeler    | 14 tháng 1, 1998 (18 tuổi)  | 2    | 0   | Newcastle Jets           |
| 9  | TĐ | Cortnee Vine     | 9 tháng 4, 1998 (18 tuổi)   | 1    | 2   | Brisbane Roar            |
| 10 | TV | Alex Chidiac     | 15 tháng 1, 1999 (17 tuổi)  | 11   | 4   | Melbourne City           |
| 11 | TV | Georgia Plessas  | 2 tháng 10, 1998 (17 tuổi)  | 2    | 0   | Sydney FC                |
| 12 | TM | Hannah Southwell | 4 tháng 3, 1999 (17 tuổi)   | 2    | 0   | Newcastle Jets           |
| 13 | HV | Annabel Martin   | 23 tháng 10, 1998 (17 tuổi) | 4    | 0   | Melbourne Victory        |
| 14 | TV | Hayley Richmond  | 1 tháng 2, 1999 (17 tuổi)   | 1    | 0   | FFV NTC                  |
| 15 | HV | Hannah Bourke    | 13 tháng 1, 2000 (16 tuổi)  | 1    | 0   | Newcastle Jets           |
| 16 | TV | Ashleigh Lefevre | 27 tháng 8, 1999 (16 tuổi)  | 1    | 0   | FFV NTC                  |
| 17 | HV | Sophie Nenadovic | 8 tháng 4, 1998 (18 tuổi)   | 1    | 0   | Newcastle Jets           |
| 18 | TM | Annalee Grove    | 15 tháng 6, 2001 (15 tuổi)  | 0    | 0   | Newcastle Jets           |
| 19 | TV | Grace Maher      | 18 tháng 4, 1999 (17 tuổi)  | 1    | 1   | Canberra United          |
| 20 | TV | Melinda Barbieri | 16 tháng 5, 2000 (16 tuổi)  | 1    | 0   | Melbourne Victory        |
| 21 | TV | Eliza Ammendolia | 9 tháng 3, 1999 (17 tuổi)   | 0    | 0   | Western Sydney Wanderers |
| 22 | TĐ | Melina Ayres     | 13 tháng 4, 1999 (17 tuổi)  | 1    | 0   | Melbourne City           |
| 23 | TV | Emily Condon     | 1 tháng 9, 1998 (17 tuổi)   | 5    | 4   | Adelaide United          |

### Malaysia
Huấn luyện viên trưởng: Asyraaf Abdullah
| 0#0 | Vị trí | Cầu thủ                         | Ngày sinh và tuổi           | Câu lạc bộ             |
| --- | ------ | ------------------------------- | --------------------------- | ---------------------- |
| 2   | TV     | Masturah Majid                  | 5 tháng 2, 1990 (26 tuổi)   | Sabah FA               |
| 4   | HV     | Shereilynn Elly Pius            | 20 tháng 8, 1991 (24 tuổi)  | Sabah FA               |
| 5   | HV     | Nur Athirah Farhanah Zairi      | 5 tháng 7, 1999 (17 tuổi)   | Sabah FA               |
| 7   | TV     | Jaciah Jumilis                  | 23 tháng 7, 1991 (25 tuổi)  | Sabah FA               |
| 8   | HV     | Eslilah Esar                    | 18 tháng 7, 1989 (27 tuổi)  | MISC-MIFA              |
| 9   | TV     | Usliza Usman                    | 20 tháng 5, 1995 (21 tuổi)  | Sabah FA               |
| 10  | TV     | Norsuriani Mazli                | 27 tháng 4, 1990 (26 tuổi)  | Pahang FA              |
| 12  | TĐ     | Angela Kais (c)                 | 7 tháng 9, 1980 (35 tuổi)   | Polis Di-Raja Malaysia |
| 13  | TĐ     | Nur Haniza Sa'arani             | 26 tháng 5, 1996 (20 tuổi)  | Perak FA               |
| 14  | TV     | Nurul Hamira Yusma Mohd Yusri   | 26 tháng 10, 1992 (23 tuổi) | MISC-MIFA              |
| 15  | TV     | Pedrolia Martin Sikayun         | 18 tháng 2, 1992 (24 tuổi)  | MISC-MIFA              |
| 16  | TV     | Fadathul Najwa Nurfarahain Azmi | 6 tháng 11, 1995 (20 tuổi)  | Perak FA               |
| 17  | HV     | Malini Nordin                   | 29 tháng 12, 1985 (30 tuổi) | Kuala Lumpur FA        |
| 19  | TV     | Dardee Rofinus                  | 7 tháng 1, 1990 (26 tuổi)   | MISC-MIFA              |
| 20  | TM     | Asma Junaidi                    | 18 tháng 11, 1992 (23 tuổi) | Sabah FA               |
| 21  | TM     | Roszaini Bakar                  | 17 tháng 10, 1990 (25 tuổi) | Armed Forces FA        |
| 22  | TV     | Haindee Mosroh                  | 17 tháng 4, 1993 (23 tuổi)  | Sabah FA               |
| 23  | TM     | Nurul Azurin Mazlan             | 27 tháng 1, 2000 (16 tuổi)  | Sabah FA               |
| 25  | HV     | Yasrikalaura Tumas              | 15 tháng 10, 1996 (19 tuổi) | Sabah FA               |
| 26  | HV     | Marcella Angela Parais          | 28 tháng 3, 1999 (17 tuổi)  | Sabah FA               |
| 27  | TV     | Keroline Raymond                | 14 tháng 1, 2000 (16 tuổi)  | Sabah FA               |
| 28  | TV     | Ainie Tulis                     | 4 tháng 3, 1994 (22 tuổi)   | MISC-MIFA              |
| 30  | HV     | Rogayah Ali                     | 15 tháng 8, 1985 (30 tuổi)  | Sarawak FA             |

### Myanmar
Huấn luyện viên trưởng:  Roger Reijners
| 0#0 | Vị trí | Cầu thủ            | Ngày sinh và tuổi           | Câu lạc bộ |
| --- | ------ | ------------------ | --------------------------- | ---------- |
| 1   | TM     | Mya Phu Ngon       | 10 tháng 8, 1989 (26 tuổi)  |            |
| 2   | HV     | Khin Than Wai      | 2 tháng 11, 1995 (20 tuổi)  |            |
| 4   | HV     | Wai Wai Aung       | 5 tháng 10, 1993 (22 tuổi)  |            |
| 5   | HV     | Phu Pwint Khaing   | 23 tháng 7, 1987 (29 tuổi)  |            |
| 6   | TV     | San San Maw (c)    | 5 tháng 10, 1980 (35 tuổi)  |            |
| 7   | TĐ     | Win Theingi Tun    | 1 tháng 2, 1995 (21 tuổi)   |            |
| 8   | TV     | Naw Ar Lo Wer Phaw | 11 tháng 1, 1988 (28 tuổi)  |            |
| 9   | TĐ     | Yee Yee Oo         | 1 tháng 8, 1990 (25 tuổi)   |            |
| 10  | TV     | Zin Marlar Tun     | 21 tháng 5, 1988 (28 tuổi)  |            |
| 11  | TĐ     | Khin Moe Wai       | 16 tháng 12, 1989 (26 tuổi) |            |
| 12  | TV     | Le Le Hlaing       | 24 tháng 3, 1997 (19 tuổi)  |            |
| 13  | TĐ     | May Thu Kyaw       | 10 tháng 11, 1995 (20 tuổi) |            |
| 14  | TV     | Aye Myo Myat       | 14 tháng 3, 1995 (21 tuổi)  |            |
| 15  | TĐ     | Hla Yin Win        | 20 tháng 10, 1995 (20 tuổi) |            |
| 16  | TV     | Yupa Khine         | 31 tháng 1, 1996 (20 tuổi)  |            |
| 17  | TV     | May Sabai Phoo     | 31 tháng 7, 1996 (19 tuổi)  |            |
| 18  | TM     | Zar Zar Myint      | 5 tháng 6, 1993 (23 tuổi)   |            |
| 19  | TV     | Khin Mo Mo Tun     | 3 tháng 5, 1999 (17 tuổi)   |            |
| 20  | TM     | Thandar Oo         | 29 tháng 9, 1997 (18 tuổi)  |            |
| 21  | HV     | Zin Mar Tun        | 23 tháng 8, 1995 (20 tuổi)  |            |
| 22  | HV     | Aye Aye Moe        | 4 tháng 2, 1995 (21 tuổi)   |            |
| 23  | TĐ     | Nilar Win          | 19 tháng 3, 1997 (19 tuổi)  |            |

### Timor-Leste
Huấn luyện viên trưởng: Gelasio da Silva Carvalho
| 0#0 | Vị trí | Cầu thủ                         | Ngày sinh và tuổi           | Câu lạc bộ |
| --- | ------ | ------------------------------- | --------------------------- | ---------- |
| 1   | TM     | Agostinha Nogueira              | 28 tháng 8, 1995 (20 tuổi)  |            |
| 2   | HV     | Godelivia Martins               | 12 tháng 9, 1998 (17 tuổi)  |            |
| 3   | HV     | Trifonia Mesquita               | 2 tháng 10, 1996 (19 tuổi)  |            |
| 5   | HV     | Francisca De Andrade            | 20 tháng 10, 1993 (22 tuổi) |            |
| 7   | TV     | Engracia Fernandes (c)          | 23 tháng 11, 1987 (28 tuổi) |            |
| 8   | TV     | Luselia Fernandes               | 6 tháng 5, 1993 (23 tuổi)   |            |
| 9   | TV     | Melania Martins                 | 23 tháng 9, 1994 (21 tuổi)  |            |
| 10  | TĐ     | Inacia Dos Anjos                | 18 tháng 12, 1999 (16 tuổi) |            |
| 11  | TĐ     | Natalia Da Costa                | 23 tháng 12, 1992 (23 tuổi) |            |
| 12  | TM     | Nedia Helena Da Costa           | 26 tháng 8, 1993 (22 tuổi)  |            |
| 12  | HV     | Natacha Sarmento                | 23 tháng 12, 1998 (17 tuổi) |            |
| 13  | HV     | Eurosia Da Conceicao            | 19 tháng 12, 1993 (22 tuổi) |            |
| 14  | TĐ     | Luisa Marques                   | 23 tháng 11, 1984 (31 tuổi) |            |
| 15  | TĐ     | Sonia Amaral                    | 2 tháng 5, 1997 (19 tuổi)   |            |
| 16  | TĐ     | Femania Babo                    | 8 tháng 5, 1996 (20 tuổi)   |            |
| 19  | TĐ     | Julia Freitas Belo              | 8 tháng 10, 1997 (18 tuổi)  |            |
| 20  | TM     | Esterlita da Costa Brito Mendes | 18 tháng 8, 1994 (21 tuổi)  |            |
| 22  | HV     | Maria Da Conceicao              | 1 tháng 2, 1997 (19 tuổi)   |            |
| 23  | TV     | Rosa Da Costa                   | 2 tháng 9, 1993 (22 tuổi)   |            |
| 24  | TĐ     | Nilda Dos Reis                  | 3 tháng 4, 1999 (17 tuổi)   |            |
| 26  | TĐ     | Fernanda Araujo                 | 1 tháng 11, 1990 (25 tuổi)  |            |
| 28  | TĐ     | Elisabeth Pinto                 | 19 tháng 3, 1989 (27 tuổi)  |            |
| 29  | TĐ     | Bernardina Mousaco              | 23 tháng 3, 1992 (24 tuổi)  |            |